# Mittweida
Mittweida település Németországban, azon belül Szászország tartományban. Lakosainak száma 14 198 fő (2023. december 31.). Mittweida Kriebstein, Rossau, Erlau, Lichtenau, Königshain-Wiederau, Altmittweida és Seelitz községekkel határos.

## Népesség
A település népességének változása:
| Lakosok száma | 16 619 | 14 852 | 14 645 | 14 209 | 14 332 | 14 198 |
|               | 2012   | 2017   | 2019   | 2021   | 2022   | 2023   |